# 胡德夫
胡德夫（1950年11月10日—），是一位出生於臺東市的卑南族、排灣族混血音樂創作者及社會運動者。他被媒體譽為「台灣民歌之父」與「台灣原住民運動先驅」。

## 生平概略
他出生於臺東大武山附近的原住民社群，雙親來自卑南族及排灣族。
11歲時，他離鄉前往私立淡江高級中學就讀，高中部畢業後考入國立台灣大學外文系。在高中時期參加唱詩班，開啟了他對音樂的興趣。大學時因加入橄欖球隊，摔傷後引發腦震盪等併發症，必須長期休養，被迫休學。此時，他的父親因病需要開刀；為了不造成家人經濟負擔，他選擇前往臺灣北部找尋工作機會。隨後，他結識了同具原住民身份的歌手萬沙浪，共組樂團在台北市六福客棧飯店駐唱，奠定日後成為民歌歌手的基底。
在萬沙浪轉往流行音樂領域後，他在哥倫比亞駐中華民國大使館的咖啡廳駐唱；該場所是當時臺灣藝文界人士聚集之地，如楊弦、李雙澤、吳楚楚等都是常客。
1970年代的台灣，正處於中華民國退出聯合國、國際地位日漸衰落的時刻；眼見當時當地青年熟悉歐美流行音樂，但疏離於當地社會文化及相關認同，李雙澤與胡德夫、楊弦推動「寫自己的歌、唱自己的歌」，藉由餐廳歌唱演出及聽眾傳唱，使得當地大專院校學生等開始積極投入校園民歌相關活動。 此時，他也開始參與黨外運動，並藉由音樂為民主、台灣本土認同及自身族群發聲。李雙澤創作並交由他進行首次公開演唱的歌曲《美麗島》，在台灣戒嚴時期曾經被行政院新聞局列為禁歌，長期無法在電視及廣播中公開播放或演唱，但仍廣為人知並受喜愛。
1984年海山煤礦爆炸，他參與救援並看到罹難者多屬臺灣原住民各族；有感於族群之弱勢處境，他開始投入為原住民爭取權益的社會運動。 同年12月，台灣原住民族權利促進會創立，他擔任創會會長。
2004年，他擔任中華民國總統府歲末音樂會主持人。
2005年4月15日，他經參拾柒度製作有限公司發行首張個人音樂專輯《匆匆》；其中歌曲《太平洋的風》獲頒2006年金曲獎最佳作詞人獎、最佳年度歌曲等獎項。在電影《練習曲》中客串演出。
2014年，他獲國家表演藝術中心聘任為原住民代表董事。
胡德夫于2012年發行「大武山藍調」英文專輯，獲得『華語傳媒大獎』最佳爵士藍調歌手獎，華語金曲獎評審團大獎。
2014年初於臺北國家音樂廳舉辦個人音樂會《種歌‧眾歌》，成為首位在國家音樂廳舉辦個人音樂會的臺灣非古典音樂家。
2014年12月26日發行第三張個人國語專輯《芬芳的山谷》，寫下異地高歌鄉愁的最終章。《芬芳的山谷》專輯獲得2015華語金曲獎「年度最佳國語專輯獎」、「最佳民謠藝人獎」。華語音樂傳媒大獎入圍包括最佳國語專輯、最佳國語男歌手….等五項大獎。
2016出版《我們都是趕路人》書+撕裂單曲CD，書寫歌曲背後的故事與人生歷程。
單曲《撕裂》獲得《阿比鹿音樂獎》最佳年度民謠歌曲、2017《華語金曲獎》年度最佳國語歌曲、十大華語金曲。
2017年鳳凰網推出胡德夫人物講述文化紀錄片《未央歌》第一季九集，講述歌曲的背後故事。
2017年出版《時光洄游》，書寫歌的故事與人生旅程中所遇見的朋友。
2017年底68歲出版第四張個人專輯胡德夫《時光》，收錄胡德夫與詩人周夢蝶、吳晟、高信疆等人合作的作品。創下華語樂壇最高齡發表創作專輯記錄。
2018年受邀前往南極采風並于南極舉辦新書《時光回游》分享會。
2018.04.01《詩乃伊》胡德夫與部落朋友音樂會，《國家音樂廳》
2019《時光》專輯獲得華語音樂傳媒大獎5項提名，並獲得華語金曲獎年度最佳男歌手、十大華語專輯獎。
2019獲得兩岸詩會桂冠詩人獎。
2023胡德夫《最後的獵人》專輯獲得華語金曲獎評審團大獎、十大華語唱片獎。

## 作品

### 專輯
- 2005年4月15日 《匆匆》（野火樂集/參拾柒度製作）
- 2011年10月18日 《大武山藍調》（有凰音樂）
- 2014年12月26日 《芬芳的山谷》（無非文化）
- 2017年12月16日 《時光》（無非文化）
- 2021年5月31日 《最後的獵人》（無非文化）

### EP
- 2016年 《撕裂》

### 單曲
- 2006年 《Standing on My Land》（美麗心民謠）
- 2006年 《Fangzalay （More Than Wonderful）》（美麗心民謠）
- 2008年 《息燈後》（甜蜜的負荷：吳晟 詩．歌）
- 2009年 《Power in me》（2009台北聽障奧運加持曲）[5]

### 書籍
- 2016年《我們都是趕路人》（北京聯合出版公司）
- 2017年《時光洄游》（長江文藝出版社）
- 2019年《最最遙遠的路程》（INK印刻出版公司）

### 電影
- 2015年 《很久沒有敬我了妳》飾演Kimbo
- 2017年 《阿莉芙》飾演達卡鬧

## 獎項
- 2006年 第6屆華語傳媒音樂大賞最佳國語男演唱人、最佳民謠歌手
- 2006年 第17屆金曲獎最佳作詞人（《太平洋的風》）、最佳年度歌曲（《太平洋的風》）
- 2005年 中華音樂人交流協會2005年十大專輯
- 2012年	第3屆金音創作獎傑出貢獻獎
- 2013年	第5屆華語金曲獎[6]評審團大獎
- 2015年	第7屆華語金曲獎最佳國語專輯、最佳民謠藝人、十大華語唱片獎
- 2016年	阿比鹿音樂獎最佳民謠單曲獎
- 2019年	第30屆金曲獎特別貢獻獎
- 2020年	第11屆華語金曲獎最佳國語男歌手獎、十大華語唱片獎
- 2023年	第14屆華語金曲獎十大華語唱片獎、評審團大獎

## 事件
- 2012年，一名14歲少女在泳池游泳時，被一位男子觸碰身體（並感到被性騷擾）；少女母親懷疑該名男子是胡德夫，因而隨後提起告訴。隨後，新北市政府警察局汐止分局以強制猥褻罪函送士林地檢署。同年11月8日，因被害少女、救生員及胡德夫等人說法不一致，最後檢察官以罪證不足給予不起訴處分[7][8]。

- 2018年初，他在接受《人民日报》專訪時，稱「大陸是父祖之地，希望台灣的小孩子不要一直聽台灣政客說教，被灌輸說大陸是你的敵人」。[9][10]

- 2024年2月10日，胡德夫參演2024年央視春晚，在「民歌串燒《我的家鄉我的歌》」中演唱「台灣地區高山族傳統歌謠」《美哉今夜》，并參與末尾《難忘今宵》之合唱。央視字幕仿照港澳演員之格式，在他姓名后括注「中國台灣」。

## 評論
- 蔣勳：「他的歌是台灣最美麗的聲音！他深沉豐厚的聲音，使我想起東部聳峻的高山，使我想起澎湃廣闊的海洋。」
- 余光中以「深沉的大風箱」形容他的嗓音。
- 李宗盛：「KIMBO的創作與歌聲，是台灣流行音樂的一個重要開始，直到現在，他都具有令人靈動的爆發力！」
- 蔡明亮：「胡德夫的歌聲，誠實有魂魄，召喚我們失去的山林河川，遺忘的海與天空，都回來了。」
- 林懷民：「胡德夫是臺灣最動人的呼喚。」
- 伍佰：「他發明了一種屬於自己的JAZZ，這個境界比Blues還高， 因為它讓我看見所謂『靈魂解放』這個東西。」
- 蔡康永：「我唯一一次自己想做的就是原住民歌手胡德夫。我不要他好笑﹐我就是讓他來把歌都唱了一遍。那是我用特權做了不適合《康熙來了》的事情。」
- 白岩松在《幸福了吗》中提到，他听胡德夫的《匆匆》时，泪流满面，恨不得给胡德夫跪下。

## 外部連結
- 胡德夫官方網站
- 胡德夫資訊網 （页面存档备份，存于）
- 野火樂集→音樂種子→胡德夫
- 胡德夫【ARA KIMBO】的Facebook專頁
- 胡德夫 Ara Kimbo的新浪微博
- 張釗維，〈最最遙遠的路：訪胡德夫〉【上】 （页面存档备份，存于）【下】 （页面存档备份，存于）
- YouTube上的聽奧開幕曲 Power In Me